# Vinkivți
Vinkivți (în ucraineană Віньківці) este așezarea de tip urban de reședință a raionului Vinkivți din regiunea Hmelnîțkîi, Ucraina. În afara localității principale, mai cuprinde și satele Hrîneva, Karîjîn și Podoleanske.

## Demografie
Componența lingvistică a așezării de tip urban Vinkivți
     Ucraineană (98,56%)
     Rusă (1,1%)
     Alte limbi (0,18%)
Conform recensământului din 2001, majoritatea populației așezării de tip urban Vinkivți era vorbitoare de ucraineană (98,56%), existând în minoritate și vorbitori de rusă (1,1%).